# Velha (Blumenau)

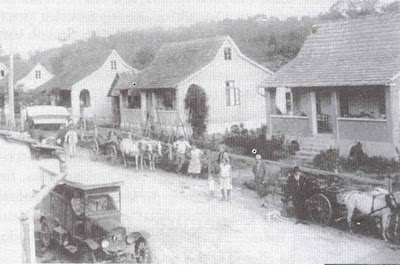
Bairro da Velha, década de 1920

Velha é um bairro da cidade catarinense de Blumenau, Brasil. É neste bairro que se encontra a Vila Germânica, local que ocorre, anualmente, a Oktoberfest.